# Rhynchoproctus doriae
Rhynchoproctus doriae är en mångfotingart som beskrevs av Filippo Silvestri 1896. Rhynchoproctus doriae ingår i släktet Rhynchoproctus och familjen Harpagophoridae. Inga underarter finns listade i Catalogue of Life.